# Xanthorhoe brunnescens
Xanthorhoe brunnescens là một loài bướm đêm trong họ Geometridae.